# Districtul Pinneberg
Districtul Pinneberg este un district rural (în germană Kreis) în landul Schleswig-Holstein, Germania.